# Lesce-Bled
Lesce-Bled – stacja kolejowa w Lescach, w Słowenii. Poprzez połączenia autobusowe obsługuje również Bled. Znajduje się na linii kolejowej Lublana – Jesenice i jest obsługiwana przez Slovenske železnice.
| Lesce-Bled               |  |           |
| Linia Lublana – Jesenice |  |           |
| Radovljica               |  | Žirovnica |